# Adrian Cowell
John Adrian Cowell (Tongshan, 2 de fevereiro de 1934 - Londres, 10 de outubro de 2011) foi um documentarista anglo-chinês. Naturalizado britânico, estudou na Austrália e na Inglaterra. Graduou-se em história pela Universidade de Cambridge em 1955. Entre 1955 e 1956, foi com a Oxford & Cambridge Far Eastern Expedition de Londres até Singapura, fazendo uma série de três programas de 26 minutos para a BBC intitulada "Travellers Tales".
Entre 1957 e 1958, esteve pela primeira vez no Brasil, quando a Oxford & Cambridge Expedition veio à América do Sul, para a produção de quatro programas de 26 minutos para a série "Adventure" da BBC.
A convite dos irmãos Villas Bôas, Adrian Cowell filmou, de 1967 a 69, a expedição para contatar a tribo de índios isolados Panará. Os filmes realizados neste período "The Tribe that Hides From Man" (A Tribo Que Se Esconde do Homem) e "Kingdom in the Jungle" (O Reinado na Floresta), foram produzidos para a ATV.
No Brasil, ele se tornou amigo de Chico Mendes. Produziu diversos filmes sobre a Amazônia, nos quais ele retrata a difícil situação dos índios e as injustiças sociais existentes no local.